# Muraltia paludosa
Muraltia paludosa är en jungfrulinsväxtart som beskrevs av Margaret Rutherford Bryan Levyns. Muraltia paludosa ingår i släktet Muraltia och familjen jungfrulinsväxter. Inga underarter finns listade i Catalogue of Life.